# Neron: Władca imperium
Neron: Władca imperium (wł. Imperium: Nerone, ang. Nero) – film telewizyjny, wyświetlany także jako dwuodcinkowy miniserial, powstały w koprodukcji w 2004 roku, o panowaniu rzymskiego cesarza Nerona.
Przy produkcji współpracowały: Rai Fiction, Lux Vide, Eos Entertainment, Rai Trade, Nero Production, Blue Star Movies, Quinta Communication, Carthago Film. Film powstał w 2004 roku. Premiera telewizyjna na antenie włoskiej Rai 1 miała miejsce wieczorami 23 oraz 24 maja 2004 roku.
Obraz wyreżyserował Paul Marcus. Autorami scenariusza byli: Paul Billing, Francesco Contaldo. Muzykę skomponował Andrea Guerra. Za kostiumy odpowiadał Paolo Scalabrino, za scenografię Carmelo Agate, za montaż Alessandro Lucidi. Autorem zdjęć był Giovanni Galasso. Część zdjęć zrealizowano w Tunezji.

## Fabuła
Cesarz Kaligula traci kontakt z rzeczywistością. W akcie szaleństwa pozbawia życia męża swojej siostry Agrypiny, a ją samą wysyła na wygnanie. Opiekę nad młodym Neronem powierza jego ciotce, Domicji. Kobieta nie wychowuje go jednak sama, zleca to zadanie swoim niewolnikom. W otoczeniu służby chłopiec dorasta i wchodzi w okres młodzieńczy. Zakochuje się w młodej niewolnicy Akte. Po pewnym czasie Kaligula ginie z rąk zamachowców. Władzę przejmuje cesarz Klaudiusz, który postanawia przywrócić Agrypinę do łask i zakończyć jej banicję. Neron spotyka matkę po długiej rozłące, a ona wraca z zamiarem zapewnienia mu tronu. By osiągnąć swój cel, Agrypina posuwa się do bezwzględnych działań, a jej syn, choć z oporem, obejmuje władzę w Rzymie.

## Obsada
W filmie wystąpili, m.in.:
- Hans Matheson jako Neron
- Laura Morante jako Agrypina
- Rike Schmid jako Akte
- Sonia Aquino jako Messalina
- Maria Gabriella Barbuti jako Licja
- James Bentley jako młody Neron
- Marco Bonini jako Rufus
- Robert Brazil jako Syliusz
- Philippe Caroit jako Apollonio
- Todd Carter jako senator
- Massimo Dapporto jako Klaudiusz
- Maurizio Donadoni jako Burrus
- Emanuela Garuccio jako Klaudia
- Matthias Habich jako Seneka
- Klaus Händl jako Pallas
- Jochen Horst jako Ecjusz
- Ruby Kammer jako Marcja
- Ángela Molina jako Domicja
- Mario Opinato jako Tygellinus
- Vittoria Puccini jako Oktawia
- Ian Richardson jako Septymiusz
- Simón Andreu jako Porrido
- John Simm jako Kaligula
- Liz Smith jako wieszcz
- Elisa Tovati jako Poppea
- Pierre Vaneck jako Paweł z Tarsu
- Francesco Venditti jako Brytanik
- Mélanie Thierry jako Helena